# Dick Wagner
Richard Allen (Dick) Wagner (Oelwein, 14 december 1942 – Phoenix, 30 juli 2014) was een Amerikaans gitarist, songwriter en zanger. Hij werkte met Lou Reed en Alice Cooper, en als sessiegitarist voor tal van andere artiesten.

## Biografie
Wagner werd geboren in de staat Iowa en groeide op in Michigan. In zijn eerste band, de Bossmen, had hij zijn eerste succesje met de single Baby boy die landelijk op de radio werd gedraaid. Hierna speelde hij bij The Frost waarmee hij drie elpees opnam. In deze tijd hadden ze een kleine hit met de single Rock and roll music. Vervolgens vertrok hij in 1972 naar New York en maakte hij daar deel uit van de band Ursa Major, een band waarin ook de pianist Billy Joel een tijd eerder had gespeeld.
Vervolgens sloot hij zich in 1973 aan bij Lou Reed en speelde hij samen met Steve Hunter de gitaarpartijen op onder meer het album Berlin. Door de producer van het album, Bob Erzin, werd Wagner ook gevraagd om te spelen op albums van Alice Cooper. Daarnaast schreef Wagner aan zes van de elf nummers mee van Coopers album Welcome to my nightmare, waaronder de hit Only women bleed. De samenwerking met Cooper bleef gedurende de jaren zeventig en de eerste jaren tachtig bestaan.
Naast de genoemde bands werkte hij als gitarist en/of songwriter mee met andere artiesten. Voorbeelden hiervan zijn Aerosmith, Air Supply, Maryann Cotton, Burton Cummings, Mark Farner (Grand Funk Railroad), Hall & Oates, Peter Gabriel, KISS en Nils Lofgren. Hij speelde als sessiegitarist op honderden platen van andere artiesten.
Wagner heeft in zijn loopbaan een paar keer een solocarrière overwogen, maar zag daar vaak van af omdat hij naar eigen zeggen nogal verlegen was. Toch bracht hij nog verschillende solo-albums uit. Het eerste was in 1978 onder de naam Richard Wagner. In 1999 verscheen nogmaals een solo-album, Rock hitStory, waarop wel zijn naam als Dick Wagner verscheen.
Op 3 juli 2007 werd hij getroffen door een hartaanval. Pas na twee weken ontwaakte hij weer uit een coma en verder hield hij er een verlamde arm aan over. In de twee jaar erna kwam hij er goed en wel bovenop. Terwijl hij nog steeds aan armtherapie deed, bracht hij in oktober 2009 alweer een nieuw album uit, Full meltdown, met een verzameling werk dat hij tussen 1979 en 1995 had opgenomen en in de vergetelheid was geraakt. Sinds 2011 gaf hij ook weer optredens, waarvan op 29 juni 2014 zijn laatste. Een maand later, op 30 juli, overleed hij nadat hij vanwege longproblemen in een medisch coma was geraakt.

## Discografie
Hij bracht de volgende solo-albums uit:
- 1978: Richard Wagner
- 1992: Creating love
- 1999: Rock hitStory
- 2001: Remember the child
- 2006: Home at last volume 1 & 2
- 2009: Full meltdown
- 2014: Dick Wagner (postuum)